# David Lozano (artista colombiano)
David Lozano (Bogotá, 1960) es un artista, docente, gestor e investigador cultural y curador colombiano. Dentro de la multiplicidad de su obra se explora el cuerpo, el erotismo y la política sobre los cuerpos, se interesa por la cultura material, los objetos y sus afectos. Su trabajo a recorrido diferentes países obteniendo distintos reconocimientos. Actualmente está dedicado a la creación artística y la docencia en la Universidad Nacional de Colombia.

## Trayectoria
Estudió Bellas Artes en la Universidad Nacional de Colombia.
Posteriormente, en 2003, hizo su maestría en la misma universidad, sitio en el que ha sido profesor desde 1997. Desde muy temprano su trabajo encontró un lugar en exposiciones tanto individuales como colectivas. Su sensibilidad como artista quedó atravesada desde un principio por la pandemia del sida, los oficios artesanales que lo acompañaron en su crecimiento y las políticas e identidades de los cuerpos.
Su obra ha sido expuesta en diferentes instituciones y espacios de arte a lo largo de su trayecto como artista.
Entre las más destacadas son en el Museo de Arte Moderno de Bogotá con su exposición individual "Sicalipsis" (2012), en la bienal "Open Art"  de 2011 en Suecia invitado con "Amnesia: Mark and Ego."  una escultura sonora en el entorno urbano. De esta misma Bienal fue curador en la edición de 2017."Herrumbre" en la Galería el Faro del Tiempo - LIA " en donde se escarba en los objetos usados otorgándoles nuevas vidas,se generan flujos y relatos que se hacen materia plástica dócil; objetos que, en diálogo con otros, crean un sistema nuevo que brilla de otra forma. Se hacen fraseo escultórico y forma poética. Entran un tiempo ralentizado, creando un bucle temporal y surreal. Crear un flujo de objetos con cuerpo, espacio y presencia, que escapan de esa red de objetos disponibles de la virtualización, la debacle y la velocidad del consumo capitalista, para dar un paso de significación a una red quieta y la instalación "La cara enterrada" "“Al igual que la radical, convulsa y polémica vida política del dirigente conservador Gilberto Alzate Avendaño, con los años la casa donde actualmente funciona la fundación que lleva su nombre, se ha convertido en un enigma. Un lugar de hibridación de tiempos y de historias, una trasposición de idearios, usos y de espacios: casa, galería, museo y lugar de oficinas. En esta instalación artística se anudan simbólicamente la casa de la fundación y vida del político conservador”." realizada en el contexto de una exposición colectiva en la Fundación Gilberto Alzate Avendaño, entre otras. 
Es importante resaltar su obra "Hortua Inhospitalaria"  que como parte de la exhibición del "Notes for tomorrow" a recorrido diferentes países alrededor del mundo. 
Actualmente su trabajo hace parte de colecciones como la del instituto hemisférico de performance de New York  con su perfomance "Marca y Ego", Centro Colombo Americano, Museo de Antioquia, Museo de Arte Moderno de Bogotá.

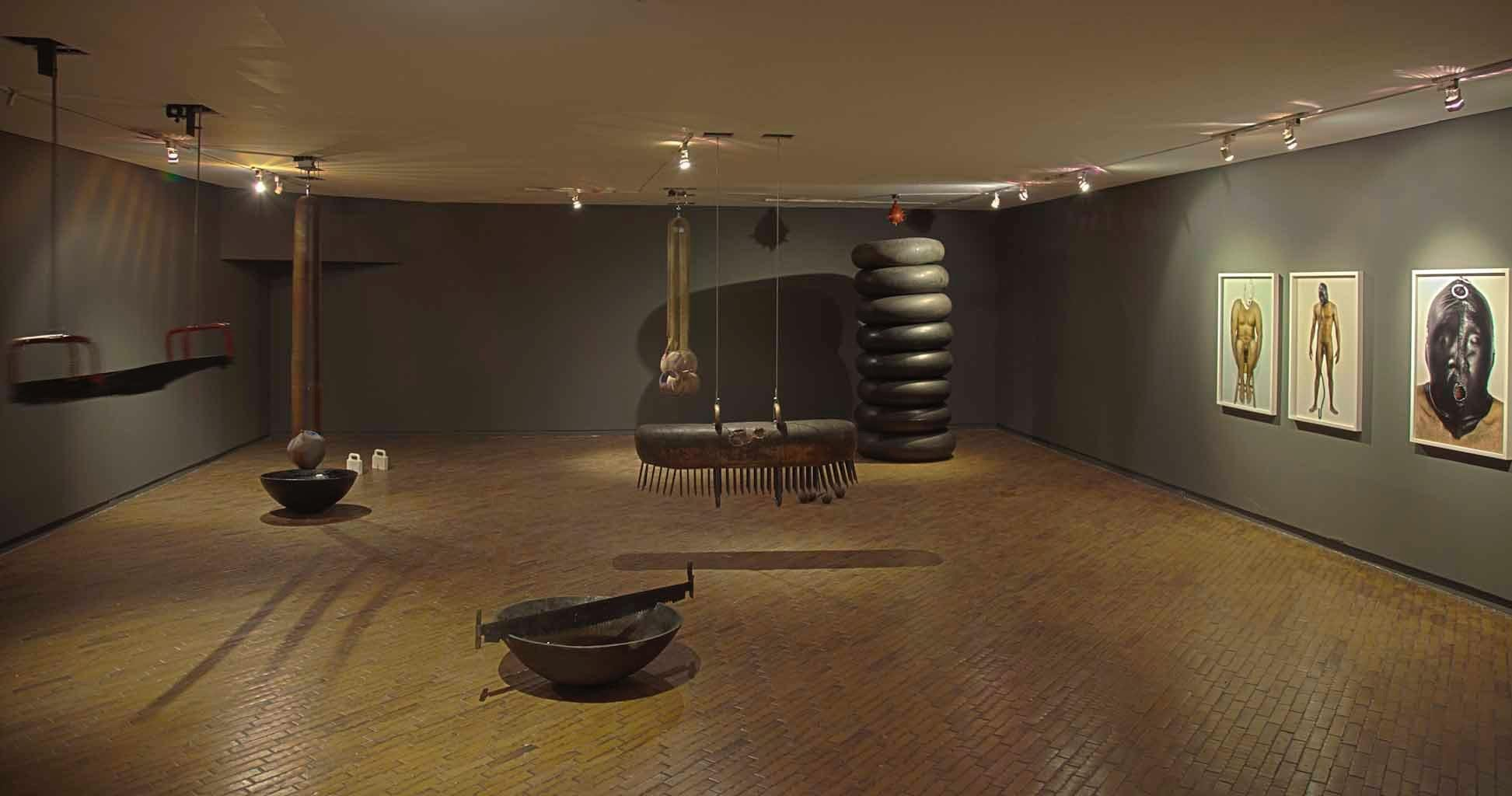
Imagen Panorámica Sala Mambo Exposición Sicalipsis

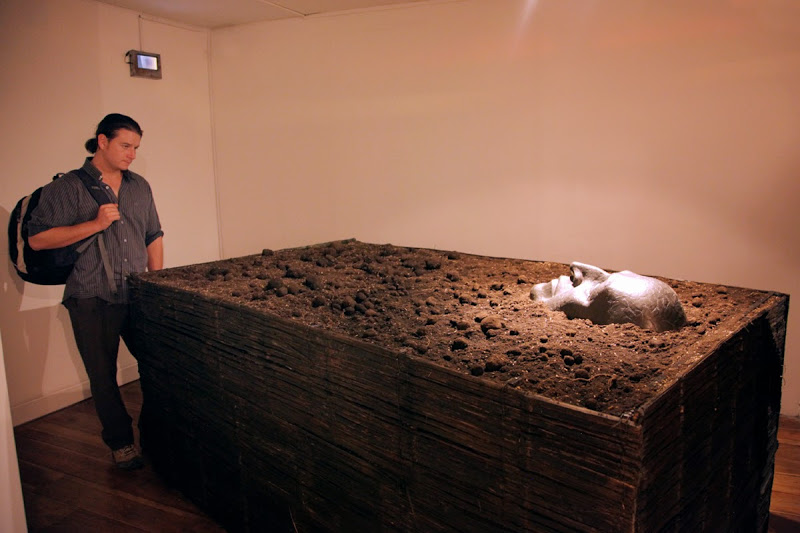
La cara enterrada en la fundación FUGA

David Lozano apareció en el libro de Halim Badawi, "Historia URGENTE del arte en Colombía" por sus aporte al arte contemporáneo.